# Bukit Batu (Air Sugihan)
Bukit Batu is een bestuurslaag in het regentschap Ogan Komering Ilir van de provincie Zuid-Sumatra, Indonesië. Bukit Batu telt 2584 inwoners (volkstelling 2010).